# SAP C/4HANA
SAP C/4HANA（エスエイピー・シー・フォー・ハナ）は、ドイツのソフトウェア企業SAP社が提供するCRM製品群の総称である。

## 概要
企業のCRM（カスタマー・リレーションシップ・マネジメント）業務を支援するソフトウェアであり、顧客企業のマーケティング業務や営業を支援するための機能を有する。従来の同社のCRM製品からの大幅な改変に伴い、2018年6月に「SAP CRM」から「SAP C/4HANA」にブランド名が変更された。 コンセプトしては、企業のバックエンド業務を支援する同社のERP製品「SAP S/4HANA」と対比して、フロントエンド業務を支援するソフトウェアとして位置付けられ、顧客のカスタマーエクスペリエンス向上を支援することを目的としている。
アーキテクチャは2013年に買収したHybrisをベースとして、Callidus Cloud、Gigyaなど他の買収製品やSAPの既存のCRM製品群を組み合わせた構成になっている。 又、従来のCRM製品と比べて、他社製品との連携機能が拡充されていることと同社のインメモリプラットフォーム製品「SAP HANA」やPaaSの「SAP Cloud Platform」を採用したクラウドベースの製品／サービスになっていることが特徴である。 更に2019年5月には、2019年1月に買収が完了した体験管理アプリケーション「クアルトリクス」をSAP Marketing Cloudと連携させる計画も発表されている。

## 主要コンポーネント
1. SAP Customer Data Cloud: 顧客のデータ管理機能[2][3]
2. SAP Sales Cloud: 営業支援 (SFA)機能[2][3]
3. SAP Commerce Cloud: デジタルコマースソリューション機能[2][3]
4. SAP Marketing Cloud: マーケティングオートメーション機能やData Management Platform (DMP)機能[2][3]
5. SAP Service Cloud: コールセンター機能[2][3]